# Breitenberg (berg i Österrike, Oberösterreich, Politischer Bezirk Gmunden)
Breitenberg är ett berg i Österrike.   Det ligger i distriktet Gmunden och förbundslandet Oberösterreich, i den centrala delen av landet, 220 km väster om huvudstaden Wien. Toppen på Breitenberg är 1 395 meter över havet, eller 484 meter över den omgivande terrängen. Bredden vid basen är 3,8 km.
Terrängen runt Breitenberg är varierad. Närmaste större samhälle är Bad Ischl, 10,3 km sydost om Breitenberg. 
I omgivningarna runt Breitenberg växer i huvudsak blandskog. Runt Breitenberg är det ganska tätbefolkat, med 72 invånare per kvadratkilometer.